# 花园街道 (泌阳县)
花园街道是中华人民共和国河南省驻马店市泌阳县下辖的一个街道办事处。

## 行政区划
花园街道下辖以下村级行政区划单位：
张庄村、黄楝树村、彭庄村、冯庄村、曹庄村、东陈村、禹庄村、大吴村、三里岔村、东里岗村、高新村和冢子村。